# Henri Albert Hartmann

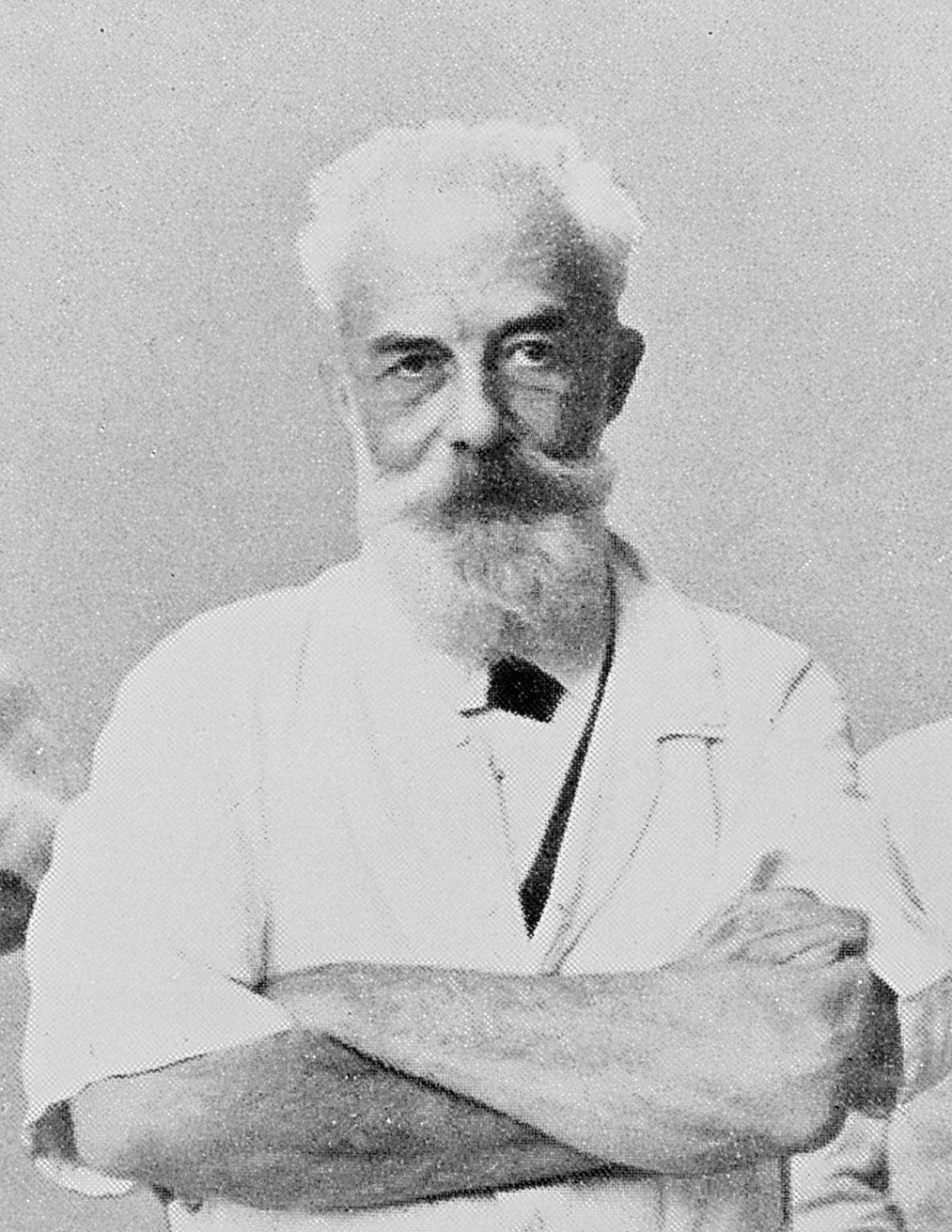
Henri Hartmann (1920)

Henri Albert Hartmann (* 16. Juni 1860 in Paris; † 1. Januar 1952) war ein französischer Chirurg.

## Leben
Hartmann schloss seine Ausbildung in Paris 1887 mit dem Doktor der Medizin ab. Als Viszeralchirurg arbeitete er ab 1892. 1895 wurde er Dozent und 1909 erhielt er den Chefsessel für Chirurgie am Hôtel-Dieu de Paris, dem bekannten Pariser Krankenhaus, wo er diesen Posten bis 1930 innehatte. Hartmann war Mitglied der Académie des sciences sowie der Académie nationale de médecine. Er schrieb zahlreiche Publikationen zu verschiedenen Fachgebieten, so z. B. über Kriegsverletzungen, über Schulterluxationen und Tumoren des Verdauungstrakts. Bekannt ist er für die nach ihm benannte Hartmann-Operation beim kolorektalen Karzinom und bei Divertikulitis.

## Veröffentlichungen
- Traitement chirurgical du cancer de l'estomac. G. Steinheil, 1908.
- Travaux de chirurgie anatomo-clinique, 3. série, Chirurgie de l'intestin, G. Steinheil, 1907.
- Travail et plaisir, nouvelles études expérimentales de psycho-mécanique. F. Alcan, 1904.
- Organes génito-urinaires de l'homme. Steinheil, 1904.
- Travaux de chirurgie anatomo-clinique. G. Steinheil, 1903–1913.
- Chirurgie gastro-intestinale. Georges Steinheil, 1901.
- Sensation et mouvement. Etudes expérimentales de psycho-mécanique. F. Alcan 1900.
- Sur trois cas de sarcomes à cellules géantes du sein. Masson 1933.
- Chirurgie du rectum. Masson 1931.
- Diagnostic des principaux cancers. Masson 1927.